# Darois
 Darois  là một xã ở tỉnh Côte-d’Or trong vùng Bourgogne-Franche-Comté, phía đông nước Pháp. Xã Darois nằm ở khu vực có độ cao trung bình 495 mét trên mực nước biển.